# Provinciaal Belang Fryslân
Provinciaal Belang Fryslân (PBF; tot 23 november 2010: Gemeentebelangen Friesland (GF), tot 10 juli 2001: Federatie Gemeentebelangen Friesland (FGF)) is een politieke partij die in de Nederlandse provincie Friesland actief is. De partij is een samenwerkingsverband van verschillende gemeentelijke partijen uit de provincie.

## Geschiedenis
De partij is opgericht op 23 mei 1992. De partij deed in 1995 onder de noemer Federatie Gemeentebelangen Friesland voor het eerst mee met de Provinciale Statenverkiezingen, waar de partij met 2,4 procent van de stemmen één zetel behaalde. Dit werd ervaren als een tegenvaller; wegens het succes van de lokale gemeentebelangenpartijen had men op meer gerekend. Destijds had men er nog de hoop dat dit het begin zou zijn van een gestage opmars, maar in 1999 boekte de partij met 2,1 procent een vergelijkbaar resultaat. De partij had tot de Provinciale Statenverkiezingen 2007 zitting in de Staten, maar haalde daarna te weinig stemmen om erin terug te keren. Ook in 2011 en 2019 haalde de partij te weinig stemmen, in 2015 deed de partij niet mee. Bij de Provinciale Statenverkiezingen 2023 haalde de partij weer genoeg stemmen voor een Statenzetel, en sindsdien is de partij er weer vertegenwoordigd.

## Organisatie
Anders dan de FNP is PBF een samenwerkingsverband tussen onafhankelijke lokale partijen voor de Provinciale Staten. PBF is op zijn beurt weer lid van de Onafhankelijke Politiek Nederland, die provinciale partijen vertegenwoordigt in de Eerste Kamer.

### Deelnemende partijen
De volgende gemeentelijke partijen nemen deel aan Provinciaal Belang Fryslân:
| Gemeente          | Partij                                  |
| ----------------- | --------------------------------------- |
| Ameland           | Algemeen Belang Ameland                 |
| Dantumadeel       | Gemeentebelangen Dantumadiel            |
| Harlingen         | Harlinger Belang                        |
| Heerenveen        | Heerenveen Lokaal                       |
| Noardeast-Fryslân | Gemeentebelangen Noardeast-Fryslân      |
| Ooststellingwerf  | Lokaal Sociaal Ooststellingwerf         |
| Ooststellingwerf  | Ooststellingwerfs Belang                |
| Smallingerland    | Eerste Lokale Partij (ELP)              |
| Smallingerland    | Smallingerlands Belang                  |
| Súdwest-Fryslân   | Gemeente Belangen Totaal Lokaal (GB-TL) |
| Waadhoeke         | Gemeentebelangen                        |
| Weststellingwerf  | Blijf Stellingwarfs                     |

## Verkiezingen
De partij heeft bij verschillende verkiezingen de volgende zetelaantallen behaald:
| Jaar | Stemmen | %     | Zetels |
| ---- | ------- | ----- | ------ |
| 1995 | 6.517   | 2,44% | 1 / 55 |
| 1999 | 5.267   | 2,07% | 1 / 55 |
| 2003 | 5.270   | 1,89% | 1 / 55 |
| 2007 | 3.730   | 1,41% | 0 / 43 |
| 2011 | 3.558   | 1,20% | 0 / 43 |
| 2015 | -       | -     | -      |
| 2019 | 5.345   | 1,79% | 0 / 43 |
| 2023 | 6.891   | 2,03% | 1 / 43 |